# Boondooma Dam
Boondooma Dam – zapora wodna wybudowana na rzece Boyne w South Burnett, w Australii w 1983 roku.
Zbiornik utworzony przez zaporę ma średnią głębokość 11 metrów i pojemność 204 200 megalitrów na 2500 ha.